# Heilig-Kreuz-Kirche (Otterndorf)

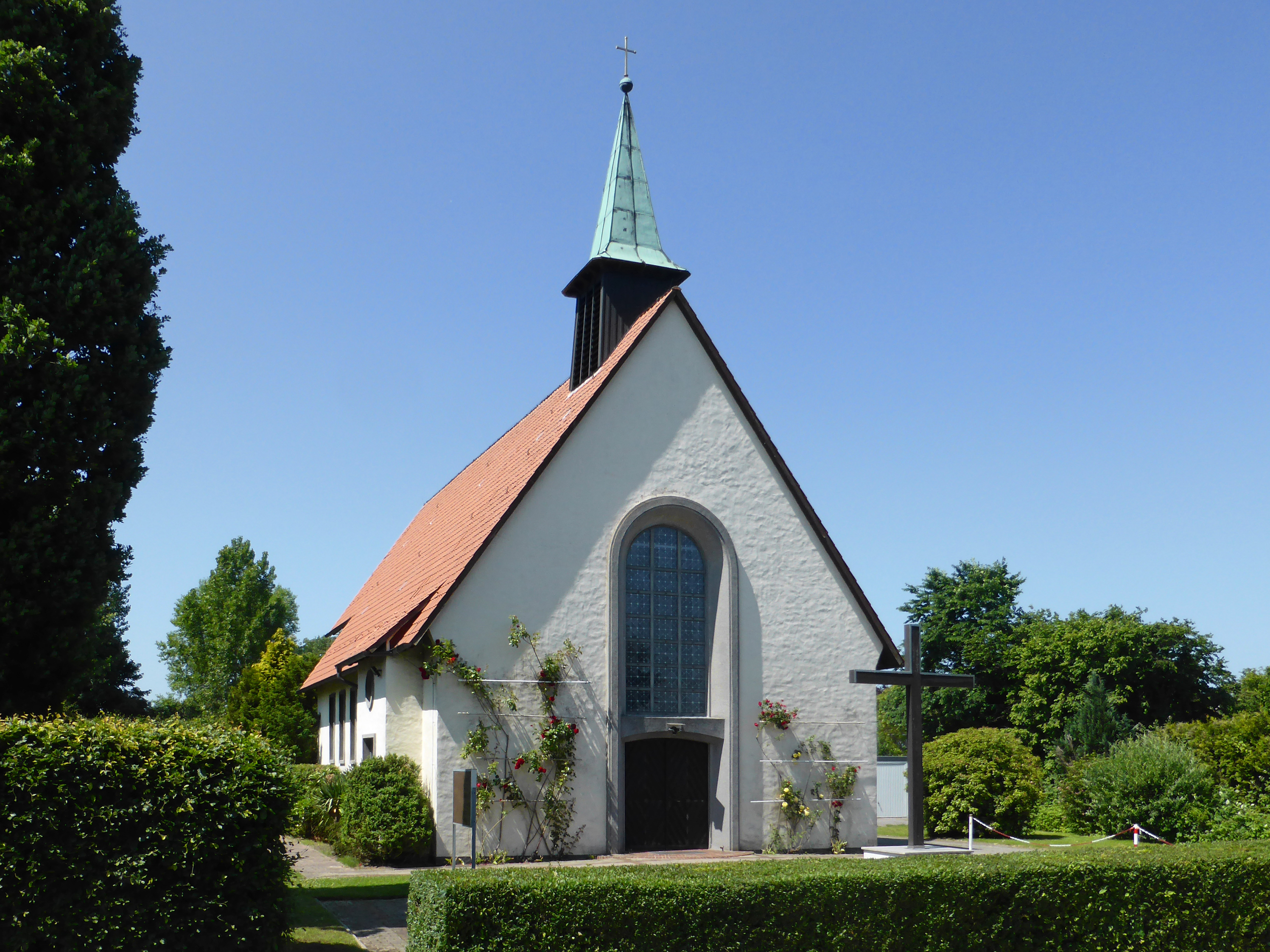
Heilig-Kreuz-Kirche, Ostseite

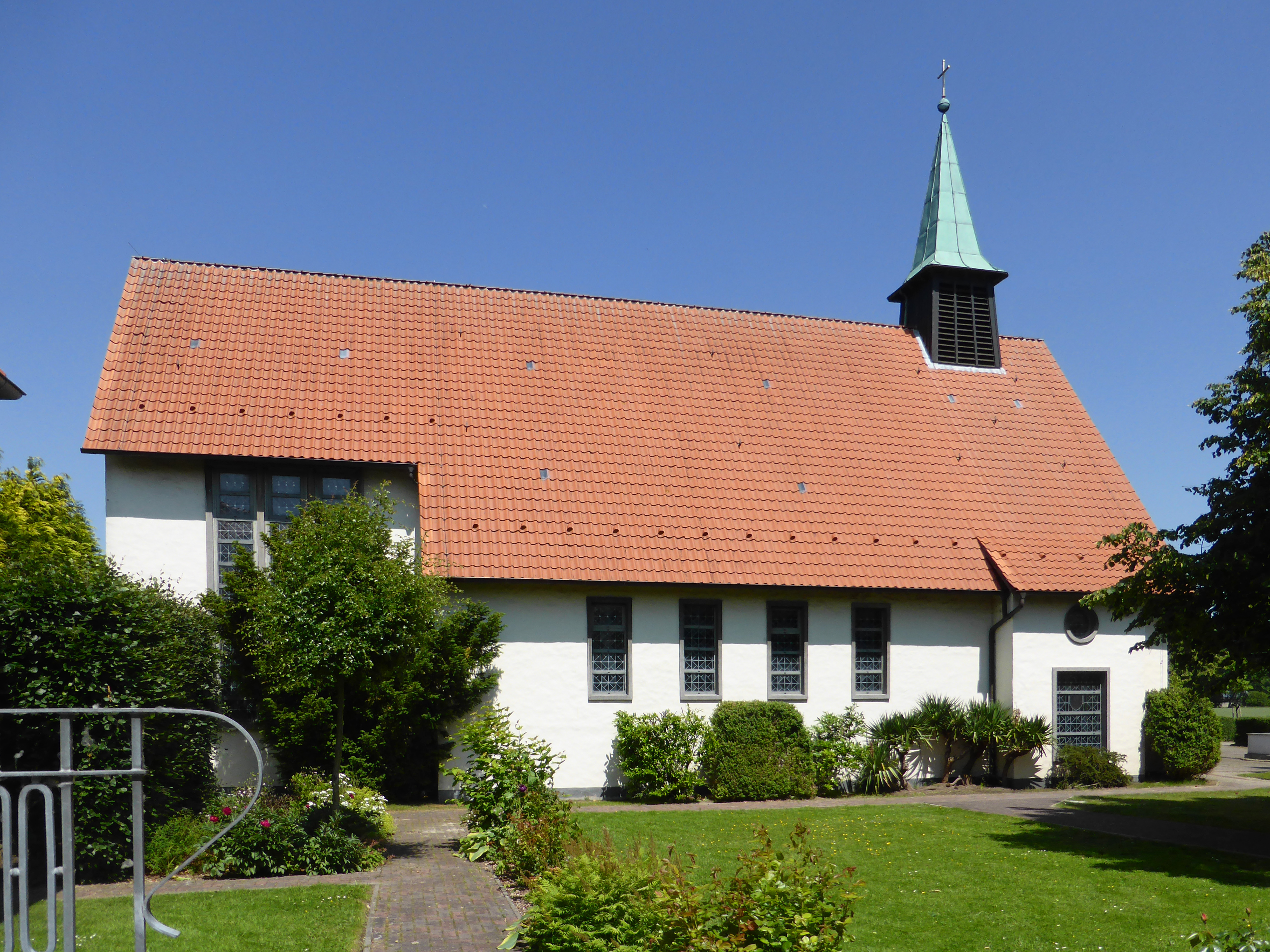
Heilig-Kreuz-Kirche, Südseite

Die Heilig-Kreuz-Kirche in Otterndorf an der Elbe ist Sitz der örtlichen römisch-katholischen Pfarrgemeinde, sie ist die östlichste Kirche im Dekanat Bremerhaven des Bistums Hildesheim. Die außerdem noch zur Gemeinde gehörende Kapelle Hl. Herz Jesu in Neuhaus (Oste) wurde 2013 profaniert.

## Geschichte
Durch die Einführung der Reformation wurden die Einwohner von Otterndorf und ihre Severikirche in den 1520er Jahren lutherisch. Erst nach dem Zweiten Weltkrieg entstand in Otterndorf wieder eine katholische Gemeinde, nachdem durch die Flucht und Vertreibung Deutscher aus Mittel- und Osteuropa viele Katholiken nach Otterndorf gezogen waren. Die katholischen Gottesdienste fanden in Otterndorf zunächst in der Aula der Mittelschule und in der evangelischen Severikirche statt.
1952 wurde der Grundstein für die Heilig-Kreuz-Kirche gelegt, die am 7. Dezember 1952 durch Bischof Joseph Godehard Machens geweiht wurde. 1956 folgte die Errichtung der Kirchengemeinde Otterndorf. 1976 erfolgte eine Grundrenovierung des Gebäudes, bei der der Altarraum nach der Liturgiereform des Zweiten Vatikanischen Konzils umgestaltet wurde und die Kirche den heute noch vorhandenen Volksaltar bekam. In diesem Zusammenhang wurde das schlichte Kreuz, das noch aus der Anfangszeit der Kirche stammte, durch das Mosaik des Künstlers Claus Kilian ersetzt. 1981 wurde die Kirchengemeinde zur Pfarrei erhoben. 2015 trat der letzte ortsansässige Pfarrer in den Ruhestand, blieb aber in Otterndorf wohnen. 2017 bekam das an der Rückwand des Altarraumes angebrachte Mosaik ein von Emil Haag aus Ihlienworth entworfenes Kreuz als Hintergrund, das indirekt beleuchtet werden kann.
Heute stellen neben Heimatvertriebenen und deren Nachkommen insbesondere Neubürger aus Süd- und Westdeutschland, Polen, Italien, der ehemaligen Sowjetunion und Portugal wichtige Gruppen innerhalb der Gemeinde.

## Lage, Architektur und Ausstattung
Die Heilig-Kreuz-Kirche steht im Süden von Otterndorf auf dem Grundstück Wesermünder Straße 24, in rund 2 Meter Höhe über dem Meeresspiegel. Sie ist als einschiffiger Bau mit kreuzbekröntem Dachreiter ausgeführt, ihr Innenraum wird von einer flachen Holzdecke abgeschlossen. Die künstlerische Ausstattung schuf Claus Kilian. Unter der Empore steht der Beichtstuhl. 14 hölzerne Kreuzwegstationen hängen an den Seitenwänden. Neben dem Altarraum sind ein Kruzifix, der Taufstein, eine Marienstatue, vor den Opferkerzen aufgestellt werden können, sowie Osterkerzen vergangener Jahre angeordnet. Die Marienstatue wurde durch den Künstler Gerhard Philipp aus Oberammergau in Anlehnung an die Stalingradmadonna angefertigt. Das Altarbild ist als Mosaik ausgeführt und stellt Jesus Christus als Guten Hirte dar, der Tabernakel ist in die Rückwand des Altarraumes eingelassen. Über eine Pfeifenorgel verfügt die Kirche nicht.

## Einzugsgebiet
Das Einzugsgebiet der Kirche umfasst die politischen Gemeinden Balje, Belum, Bülkau, Cadenberge, Geversdorf, Ihlienworth, Neuenkirchen, Neuhaus, Nordleda, Odisheim, Osterbruch, Otterndorf, Steinau, Wanna und Wingst mit knapp 1300 Katholiken (Stand 2015).